# David Griffiths (golfer)
David Griffiths (Watford, 26 mei 1980) is een Engelse golfprofessional.

## Amateur
In zijn ameteurstijd was Griffiths lid van de West Herts Golf Club. Hij zat in het nationale team van de Boys, Youths en Seniors.
Als amateur had David Griffiths uiteindelijk handicap +3.

### Teams
- Jacques Leglise Trophy: 1997, 1998 (winnaars), 1999, 2000, 2001

## Professional
David Griffiths werd in 2001 hij professional. Nadat hij in 2002 de Final Stage van de Amerikaanse Tour haalde, kon hij in 2003 en 2004 op de Nationwide Tour spelen. Hij kwalificeerde zij voor het Brits Open (miste de cut) en bleef daarna in Europa om nog acht toernooien op de Challenge Tour te spelen. Hij speelde die maanden ook op de Engelse PGA EuroPro Tour, waar hij meteen met -11 zijn eerste toernooi won. Eind 2004 behaalde hij op de Europese Tourschool zijn spelerskaart waarna hij vier jaar op de Europese Tour speelde. In 2009 en 2010 was hij weer op de Challenge Tour.

### Gewonnen
PGA EuroPro Tour
- 2004: ISM Classic op The Shropshire Golf Centre